# Tipula willissmithi
Tipula willissmithi är en tvåvingeart som beskrevs av Alexander 1945. Tipula willissmithi ingår i släktet Tipula och familjen storharkrankar. Inga underarter finns listade i Catalogue of Life.